# Karol Chlebowski
Karol Fryderyk Chlebowski herbu Poraj (zm. w 1814) – pułkownik wojsk pruskich.
Był wychowankiem berlińskiego korpusu kadetów, służył w pułku nassauskim. W latach 1776–1787 był dyrektorem założonej w 1774 roku w celach germanizacyjnych szkoły wojskowej w Chełmnie.